# Аману

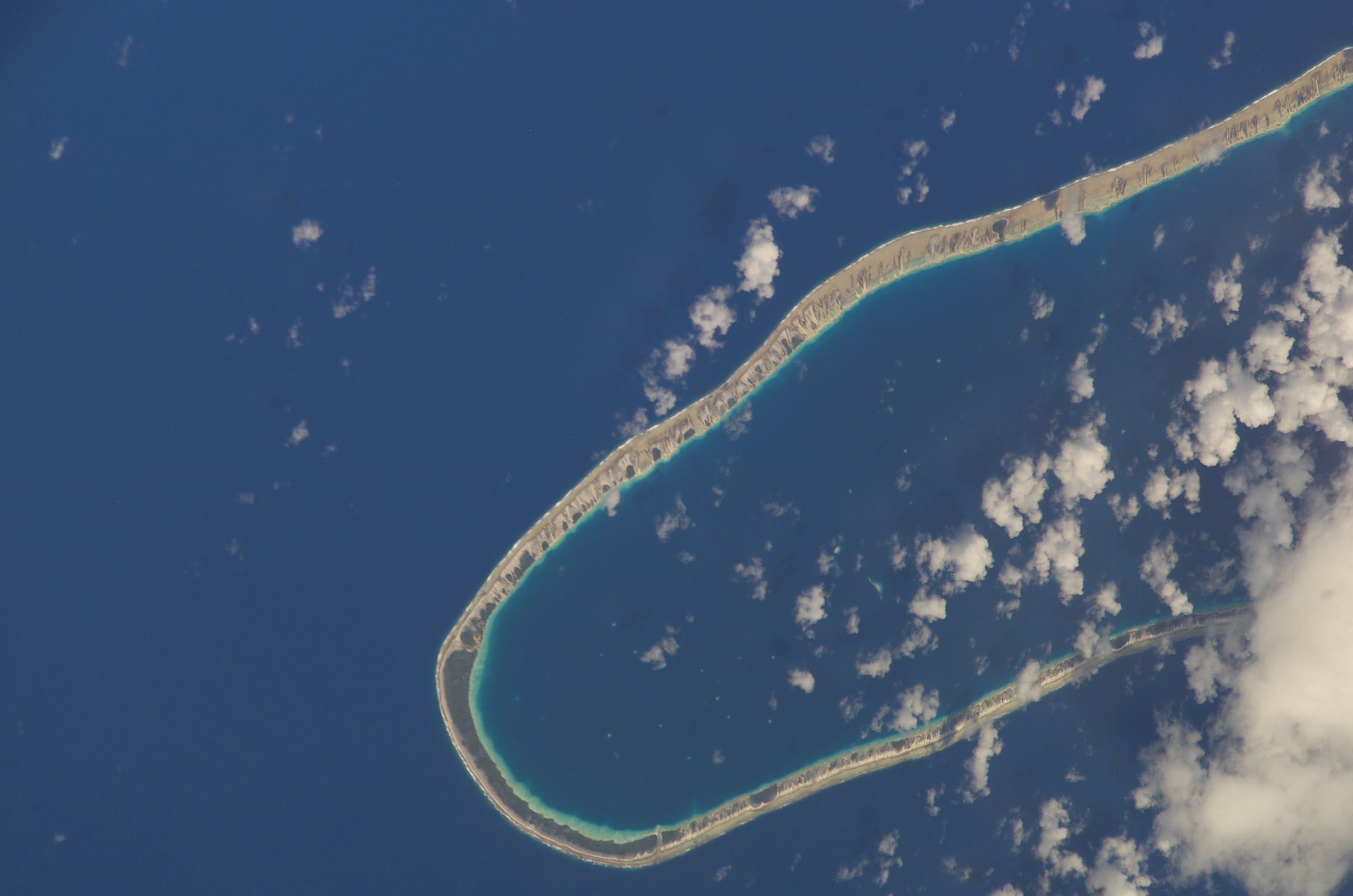
Космический снимок острова

Аману (фр. и таит. Amanu) — атолл в архипелаге Туамоту (Французская Полинезия). Расположен в 15 км к северу от атолла Хао.

## География
Атолл имеет форму овала. Длина острова составляет около 29 км, ширина — 10 км. Площадь суши — 9,6 км². В центре Аману расположена большая лагуна площадью 240 км². В западной части атолла есть три узких пролива, соединяющих лагуну с океаническими водами.

## История
Остров был открыт 12 февраля 1606 года мореплавателем Педро Фернандесом Киросом. В 1820 году Аману исследовал русский путешественник Фаддей Фаддеевич Беллинсгаузен, который назвал остров атолл Моллера в честь контр-адмирала Моллера.

## Население
В 2007 году численность населения Аману составляла 163 человека. Главное поселение — деревня Икитаке (Ikitake), расположенная на западном берегу атолла.

## Административное деление
Административно входит в состав коммуны Хао.